# Wielkie Drogi
Wielkie Drogi est une localité polonaise de la gmina de Skawina, située dans le powiat de Cracovie en voïvodie de Petite-Pologne.